# Apodrepanulatrix lintneraria
Apodrepanulatrix lintneraria là một loài bướm đêm trong họ Geometridae.